# Свети Николай (Драча)
„Свети Николай“ (на румънски: „Sfântul Nicolae“) е храм на Румънската православна църква в село Драча, окръг Телеорман, част от Александрийската и Телеорманска епископия.

## Местоположение
Църквата е разположена в центъра на селото, на пътя Крънгу – Николае Бълческу.

## История
Завършена е в 1881 година и е осветена на 26 септември 1881 година. Построена е с труда и даренията на енориашите: Раду Мокану, М. Бабан, Константин Неага, П. Унтесу, свещеник Добре Попеску. Храмът е обновен в 1934 година. В 2006 година живописта е възстановена и покривът – сменен.

## Архитектура
Църквата е в планински стил с две внушителни кули. Дължината ѝ е 23 m, ширината – 10 m, височината – 10 m. Изградена е от тухли и е покрита с ламаринен покрив.
В 80-те или 90-те години на XIX век в храма работят видните дебърски майстори Нестор Траянов, Данаил Несторов, Овентий Исачев и Йосиф Михайлов. Стенописите са с маслени бои, като преобладава синьото.